# Экерем
Экерем (туркм. Ekerem) — посёлок городского типа в Эсенгулыйском этрапе Балканского велаята, Туркменистан. Посёлок расположен недалеко от берега Каспийского моря в 270 км от железнодорожной станции Небит-Даг (на линии Ашхабад — Красноводск).
Статус посёлка городского типа с 1961 года. До 1993 года носил название Окарем.
Под данным БСЭ в Окареме велась добыча нефти и газа. В посёлке имеется порт.

## Население
| 1970 | 1979 | 1989 |
| ---- | ---- | ---- |
| 5204 | 6145 | 1752 |